# Sylte, Hustadvika kommun
Sylte är en tätort i Hustadvika kommun i Møre og Romsdal fylke i västra Norge. Orten ligger där fylkesväg 64 och fylkesväg 663 möts, cirka sex kilometer sydöst om kommunens centralort Elnesvågen. Den omfattar bland annat orten Moen.